# سيح الرمث (جعلان بني بو علي)
سيح الرمث منطقة سكنية تقع في ولاية جعلان بني بو علي، التابعة لمحافظة جنوب الشرقية في سلطنة عمان. يقدر عدد سكانها بـ 9 نسمة حسب إحصاء عام 2010 التابع للمركز الوطني للإحصاء والمعلومات الحكومي. رمز المنطقة هو 80430070.

## الوصلات الخارجية
- المركز الوطني للإحصاء والمعلومات، سلطنة عمان